# Frontide (figlio di Frisso)
Frontide (in greco antico: φροντίς?, Phróntis) è un personaggio della Mitologia Greca. Fu un Argonauta.

## Genealogia
Figlio di Frisso e di Calciope e fratello di Citissoro, Argeo e Mela. Pausania gli attribuisce anche un quarto fratello di nome Presbone.

## Mitologia
Durante un viaggio verso la Colchide la nave dei quattro fratelli subì un naufragio presso l'isola di Ares e così, quando gli Argonauti li salvarono, si unirono a loro nel viaggio verso la conquista del vello d'oro.
Tuttavia egli fu l'unico dei quattro a non vedere la conclusione del viaggio, essendo uno dei tre Argonauti divorati dal mostruoso Scilla durante l'attraversamento del pericoloso Stretto di Messina.